# Luiz Carlos Pigatto da Silva
Luiz Carlos Pigatto da Silva (Porto Alegre, 16 de julho de 1933 – Porto Alegre, 19 de dezembro de 2023), conhecido como “Caburé”, foi um empresário brasileiro e fundador do Grupo Caburé, uma das principais administradoras de apólices de seguros de vida em grupo da América Latina.
Teve papel relevante na estruturação do modelo de seguro em grupo, com foco em parcerias institucionais e ampliação do acesso à proteção securitária no país. O Grupo Caburé, fundado em 1963, hoje é responsável pela administração de mais de R$ 28 bilhões em capitais segurados, atendendo cerca de mais de 2 milhões de segurados em todo o território nacional.

## Biografia
Luiz Carlos Pigatto nasceu em Porto Alegre, Rio Grande do Sul, em uma família de cinco filhos. Durante a infância, enfrentou dificuldades socioeconômicas acentuadas e perdeu a mãe aos seis anos de idade. Estudou até a 3ª série do ensino fundamental e iniciou suas atividades laborais ainda criança, como engraxate e ajudante em pequenos comércios. A experiência precoce no trabalho moldou seu perfil empreendedor.
Na adolescência, foi diagnosticado com tuberculose, enfermidade considerada incurável na época, com prognóstico de 10 dias de vida. Após uma recuperação considerada “milagrosa”, Caburé iniciou um período de viagens pelo país, sem residência fixa, realizando trabalhos variados nos setores de serviços, alimentação e comércio. Esse período contribuiu para sua formação pessoal e consolidou sua trajetória como trabalhador autônomo.

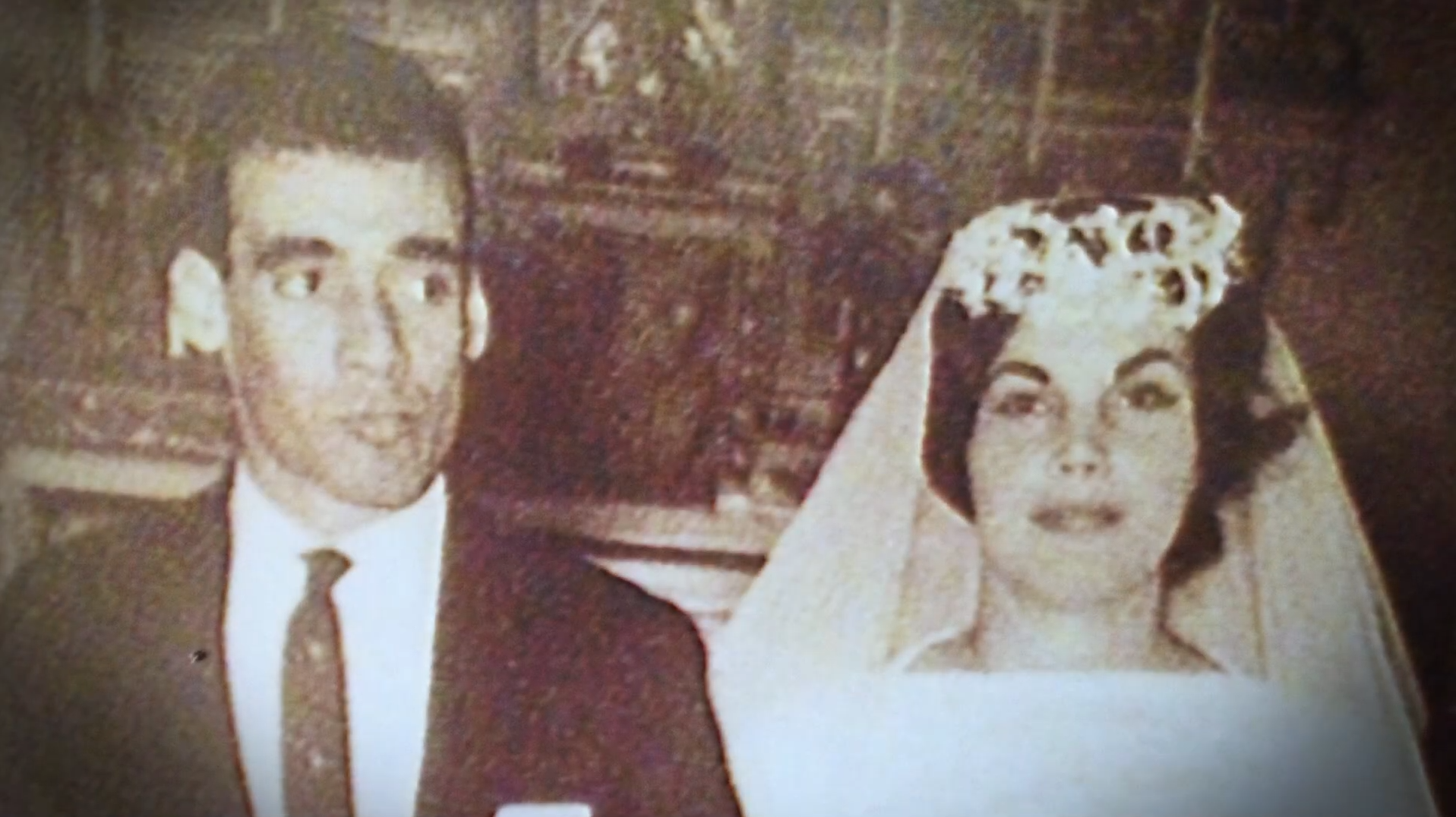
Casamento de Luiz Carlos Pigatto da Silva e Zélia Conceição Mota da Silva

Durante esse período, conheceu Zélia Conceição Mota da Silva, com quem se casou após um tempo de convivência à distância, mantida por correspondências. O casal teve três filhos e viveu em diferentes cidades ao longo das primeiras décadas de união. Zélia teve papel importante no início da trajetória profissional de Caburé, sendo responsável por incentivá-lo a responder ao anúncio do jornal Correio do Povo que o levou à sua primeira oportunidade no setor de seguros, como agenciador.

## Carreira

### Início da carreira
Antes de atuar no setor de seguros, trabalhou em diferentes atividades comerciais, como vendedor de melancias, garçom no hotel Copacabana Palace e Buenos Aires, e ajudante de cozinha em São Paulo. Posteriormente, mudou-se para Vitória (ES), onde atuou no comércio local, auxiliando o irmão em um pequeno mercado. Adotava uma abordagem de venda direta, anotando os pedidos dos clientes da vizinhança e realizando as entregas de bicicleta.
Sua entrada no setor de seguros ocorreu em 1958. Inicialmente, atuou como autônomo e, posteriormente, foi contratado como inspetor com carteira assinada em Caxias do Sul. Na época, o setor segurador no Brasil era incipiente, voltado majoritariamente à venda de seguro patrimonial e apólices individuais, com baixa penetração nas classes populares.

### Grupo Caburé
Em 1963, fundou o Grupo Caburé, estruturando um modelo de comercialização de seguros de vida em grupo. Por meio de parcerias com instituições como o Banco do Brasil e a Companhia Estadual de Energia Elétrica (CEEE), contribuiu para a massificação do produto no mercado nacional. Esse modelo permitiu que trabalhadores de diferentes faixas de renda tivessem acesso à cobertura securitária, em um formato que unia escalabilidade e eficiência operacional.
Ao longo das décadas seguintes, a empresa expandiu sua base de atuação, consolidando-se como uma das maiores administradoras de apólices de seguros de vida em grupo da América Latina.

## Vida pessoal e legado

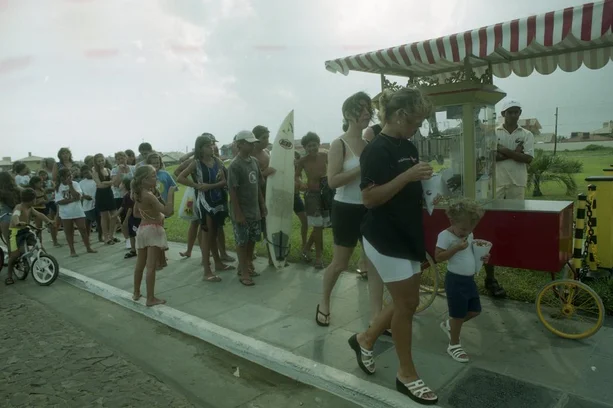
Fila de moradores e veranistas em Atlântida (RS) para distribuição gratuita de pipoca durante evento comunitário promovido por Luiz Carlos Pigatto da Silva

Na década de 1980, Luiz Carlos Pigatto da Silva adquiriu uma propriedade em Atlântida, no litoral do Rio Grande do Sul, onde passou a promover eventos sociais e culturais abertos ao público. Nessas ocasiões, optava por não se apresentar como anfitrião, preservando sua identidade. Também se tornou conhecido na cidade por sua atuação como benfeitor, contribuindo de forma contínua para melhorias na comunidade local.
As festas realizadas em sua residência de veraneio tornaram-se referência na região pela frequência e pela dimensão. Contavam com apresentações musicais, performances artísticas e atrações culturais variadas, reunindo centenas de pessoas, muitas sem qualquer vínculo pessoal com Caburé.
O que mais chamava atenção nesses eventos era o fato de ocorrerem dentro da própria residência, aberta regularmente à participação pública.

### Morte
Caburé faleceu em 19 de dezembro de 2023, aos 90 anos, em Porto Alegre. Sua morte foi noticiada por veículos de imprensa regional e nacional, com destaque para sua contribuição ao setor de seguros e para sua trajetória como empreendedor de origem popular.

### Legado
Luiz Carlos Pigatto da Silva é lembrado como um dos principais responsáveis pela introdução e consolidação do modelo de seguros de vida em grupo no Brasil. Sua atuação contribuiu para a ampliação do acesso à proteção securitária entre trabalhadores de diferentes níveis de renda, especialmente nas classes média e popular. O modelo implementado pelo Grupo Caburé influenciou outras empresas do setor, sendo considerado um marco no processo de democratização dos seguros no país.
Além de sua contribuição empresarial, Caburé teve impacto relevante no urbanismo e na vida comunitária do litoral norte do Rio Grande do Sul, onde foi responsável por iniciativas de infraestrutura urbana. Seu estilo arquitetônico valorizava elementos como cercas vivas, ausência de muros e áreas de convivência pública.

## Prêmios e homenagens

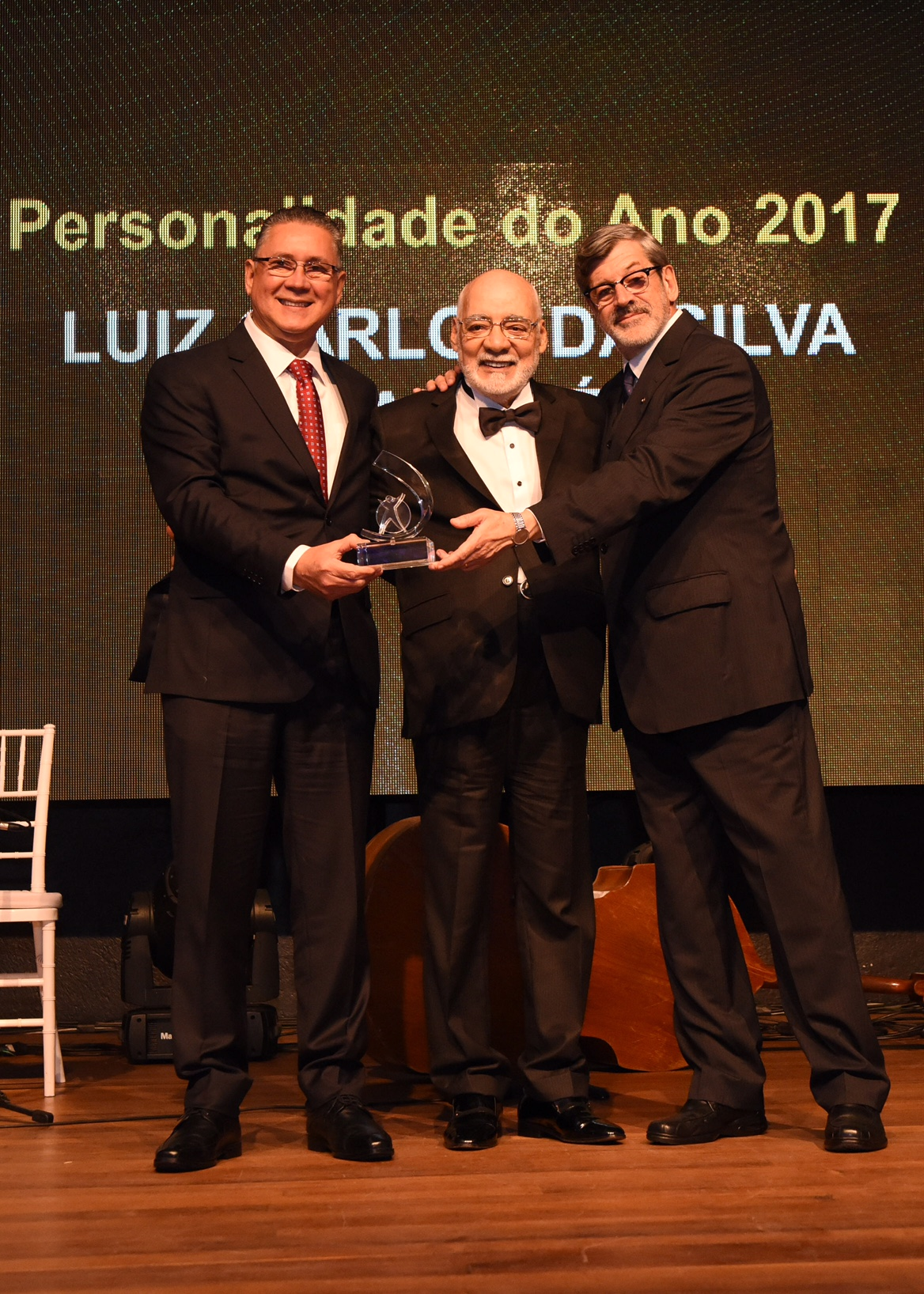
Luiz Carlos Pigatto da Silva durante a cerimônia em que recebeu o prêmio de “Personalidade do Ano” de 2017.

Em 2017, Luiz Carlos Pigatto da Silva, foi agraciado com o prêmio "Personalidade" pelo Clube de Seguros de Vida e Benefícios/CVG, uma honra concedida pelo mercado segurador. O evento ocorreu em 29 de setembro de 2017.
Em janeiro de 2025, a antiga Rua Buriti foi oficialmente renomeada como Rua Caburé, em homenagem póstuma aprovada pela Câmara de Vereadores de Xangri-lá
.